# Trine Jepsen
Trine Randbo Jepsen (Holsted, 29 settembre 1977) è una cantante danese.

## Biografia
Trine Jepsen ha fatto il suo debutto nella scena musicale con la sua partecipazione a Dansk Melodi Grand Prix, il programma di selezione per la ricerca del rappresentante danese all'Eurovision Song Contest 1999, dove ha cantato Denne gang con Michael Teschl. La coppia ha ottenuto il massimo dei punteggi sia dal televoto che dalla giuria, vincendo di diritto la possibilità di cantare per la Danimarca al contest a Gerusalemme; per l'occasione hanno pubblicato una versione tradotta in lingua inglese della loro canzone, intitolata This Time I Mean It. All'Eurovision si sono piazzati all'8º posto su 23 concorrenti (pari merito con i Paesi Bassi rappresentati da Marlayne), totalizzando 71 punti. Sono stati i più televotati della serata in Islanda; per il pubblico di Svezia e Cipro sono stati i terzi preferiti.
Nel 2001 ha partecipato alla prima edizione del talent show Popstars, dove è stata inserita nel girl group EyeQ con altre tre ragazze. Le EyeQ hanno vinto il programma e hanno pubblicato due dischi di grandissimo successo a livello nazionale, per poi separarsi definitivamente nel 2003.
Nel 2006 ha partecipato nuovamente a Dansk Melodi Grand Prix duettando con Christian Bach in Grib mig. La coppia non è arrivata fra i primi cinque nel primo round, e non ha potuto accedere alla superfinale. La sua partecipazione a Dansk Melodi Grand Prix 2009 con I'll Never Fall in Love Again otterrà lo stesso risultato.
Trine Jepsen ha inoltre cantato in vari musical, sia locali che internazionali, fra cui Maratondansen, Folk og røvere i Kardemomme by, Baronessen på Benzintanken, Den lille Havfrue, Cats, Evita e La bella e la bestia.

## Discografia

### Singoli
- 1999 – This Time I Mean It (con Michael Teschl)
- 2002 – The 6th Sense (con gli Oracle Project)